# Giovanni Pichler
Giovanni Pichler (* 10. Januar 1734 in Neapel; † 25. Januar 1791 in Rom) war ein deutsch-italienischer Gemmenschneider.
Er war Sohn des Anton Pichler und Bruder des Luigi Pichler, bildete sich unter seinem Vater und nach der Antike und schnitt schon im 15. Jahr einen Herkules im Kampf mit dem nemeischen Löwen, der allgemeine Bewunderung erregte. Seine Gemmen, sowohl vertieft als erhaben geschnitten, sind von ausgezeichneter Reinheit und Schärfe. Auch arbeitete er im Bereich der Pastellmalerei.